# Der Name der Welt
Der Name der Welt (englischer Originaltitel: The Name of the World) ist ein Roman des amerikanischen Schriftstellers Denis Johnson. Er erschien 2000 beim New Yorker Verlag HarperCollins. Die deutsche Übersetzung von Thomas Überhoff publizierte der Rowohlt Verlag im Jahr 2007.

## Inhalt
Nach seinem Rauswurf als politischer Berater in Washington ist Michael Reed mit Anfang 50 Assistenzprofessor für Geschichte an einer Universität im Mittleren Westen. Er tut wenig, um sich für eine ordentliche Professur zu empfehlen, dennoch ist er überrascht, als seine befristete Stelle zum Ende des Studienjahres gestrichen wird. Halbherzig bewirbt er sich beim Forum für interpretierende Wissenschaft, entscheidet sich jedoch letztlich gegen das finanziell bestens ausgestattete, aber vollkommen überflüssige Scheininstitut. Privat lebt er zurückgezogen, seit seine Frau und Tochter bei einem Verkehrsunfall gestorben sind. Ihren Verlust hat er noch immer nicht verwunden.
An verschiedenen Anlässen begegnet Reed immer wieder einer jungen Kunststudentin namens Flower Cannon, die ihn mit ihrer Eigenwilligkeit und Ungebundenheit gleichermaßen an seine Frau und Tochter erinnert, deren herausragendes Merkmal jedoch, wie er ihr später gesteht, ihre Jugend ist. Auf einem akademischen Empfang betrinkt sie sich, bei einer künstlerischen Performance rasiert sie sich vor Zuschauern die Schamhaare, in einem nahegelegenen Casino tritt sie als Amateur-Stripperin auf, mit einem taubstummen Jungen besucht sie den Gesangsabend einer protestantischen Freikirche. Reed, der ihr gefolgt ist, erfährt inmitten all der Gläubigen zum ersten Mal die völlige Absenz eines Gottes, was für ihn, der seit dem Tod seiner Familie mit der Ungerechtigkeit Gottes gehadert hat, eine Befreiung darstellt.
Noch am gleichen Abend begleitet Reed die junge Frau in ihr Atelier, bereit sich mit ihr einzulassen, auch wenn er das Gefühl hat, damit Frau und Tochter endgültig zu töten. Sie bittet ihn um eine Handschriftenprobe, die sie, wie die Proben zahlreicher Handschriften zuvor, in der Dunkelheit eines Kästchens verschließt. Reed schreibt die Worte: „Der Name der Welt“. Bevor es zu körperlichen Intimitäten kommt, erzählt Flower Cannon ihm die Geschichte ihres Namens. Als kleines Mädchen wurde sie einen Tag lang von einem Mann entführt, an dessen Gesicht sie Reed erinnere. Von jenem Mann erhielt sie den Namen „Flower“, den sie als Tochter von Hippies auch offiziell annahm. An die Entführung hat sie nur noch verschwommene, beinahe mystische Erinnerungen, als habe damals ein Märchen Gestalt angenommen. Sie erinnert sich an die Anwesenheit eines anderen Mädchens, von dem der Mann sagte, es sei blind. Doch sie selbst hatte das Gefühl, das Mädchen würde alles sehen.
Diese Worte rufen Reed schlagartig seine Tochter in Erinnerung, die bei ihrem Tod im gleichen Alter war wie die entführte Flower. Überstürzt verlässt er das Atelier, lässt sich ziellos durch die Nacht treiben und fängt eine Prügelei mit einer Gruppe von College-Studenten an, von denen er sich provoziert fühlt. Er demoliert ihr Auto und entzieht sich der Strafverfolgung, indem er noch in der Nacht die Stadt verlässt. Reed zieht sich in die Einsamkeit Alaskas zurück, wo er von einem heftigen Weinanfall gepackt wird und in seinen Tränen badet. Er meldet sich als Kriegsberichterstatter im Golfkrieg und arbeitet anschließend als Journalist, worin er eine unmittelbarere, lebendigere Form von Geschichtswissenschaft sieht. Sein Leben setzt er unbeirrt fort und findet es „ausgesprochen bemerkenswert“.

## Rezeption
Der schmale, von manchen Rezensenten lediglich als Novelle bezeichnete Roman wurde bei seinem späten Erscheinen in deutscher Sprache von den Feuilletons überwiegend begrüßt, wenngleich er nicht an die früheren Meisterwerke des Autors heranreiche. Betont wurden lyrische Szenen und religiöse Symbolik, jedoch auch literarische Pose und mitgelieferte Erklärungen. Der Roman hielt sich drei Monate lang auf der Kritikerauswahl der SWR-Bestenliste.

## Ausgaben
- Denis Johnson: The Name of the World. HarperCollins, New York 2000, ISBN 0-06-019248-8.
- Denis Johnson: Der Name der Welt. Aus dem Englischen von Thomas Überhoff. Rowohlt, Reinbek 2007, ISBN 978-3-498-03230-2.
- Denis Johnson: Der Name der Welt. Gelesen von Christian Brückner. Parlando, Berlin 2007, ISBN 978-3-935125-76-5.